# 2 Pułk Dragonów Gwardii (Cesarstwo Niemieckie)
2 pułk dragonów Gwardii im. Cesarzowej Rosji Aleksandry (niem. 2. Garde-Dragoner-Regiment „Kaiserin Alexandra von Rußland“)  – pułk kawalerii niemieckiej okresu Cesarstwa Niemieckiego.

## Bibliografia

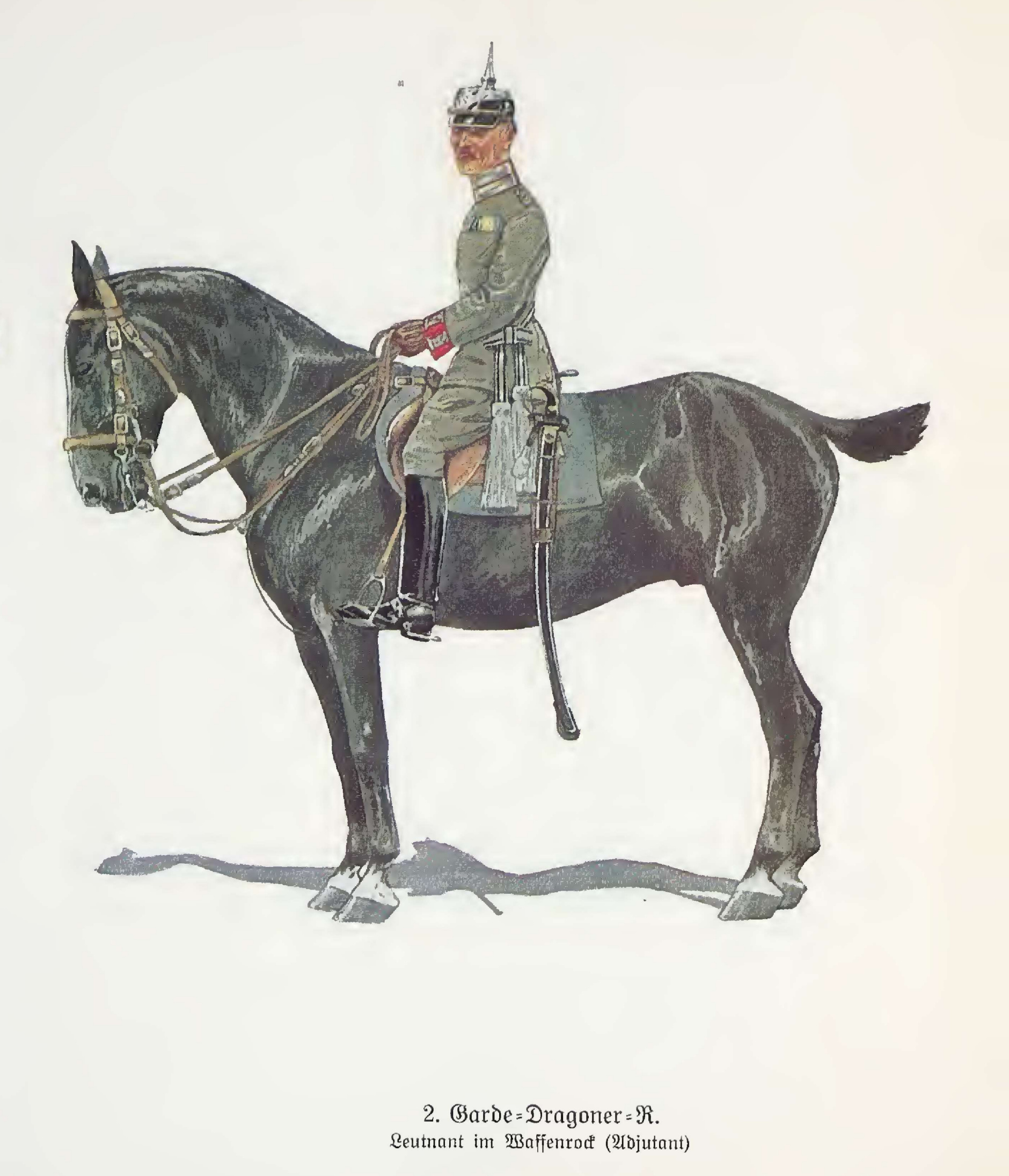

## Charakterystyka
Pułk został sformowany w 1860. Stacjonował w Berlinie . Wchodził w skład Korpusu Gwardii .

 Wiosną 1914 był w strukturze 3 Brygady Kawalerii Gwardii z Dywizji Kawalerii Gwardii.